# Balneari de Campdorà
El Balneari de Campdorà és una obra de Girona, la tanca i la font del qual estan incloses a l'Inventari del Patrimoni Arquitectònic de Catalunya.

## Descripció
Destaquen la tanca i la font situades davant l'entrada al balneari de Campdorà. El balneari s'està habilitant per viure-hi, però està molt modificat i sense interès. Els seus voltants són deveses i bardisses. Els elements destacats són a frec de la via dels FFCC a França. En mal estat, plena de bardisses, la font, que és d'obra vista i amb una làpida de pedra de Girona amb la inscripció AGUA CARBONICA FERRUGINOSA - AYUNTAMIENTO DE CELRÀ - AÑO 1861-, sense la tanca de forja es troba en procés de caure. Al costat de la tanca hi havia la mica de quiosc de begudes. La tanca també és d'obra vista i amb treball. Resten només unes pilones i la seva basa de la barana.